# 金峰山晴樹
金峰山 晴樹（きんぼうざん はるき、1997年6月24日 - ）は、カザフスタン共和国アルマトイ出身、木瀬部屋所属の現役大相撲力士。本名はバルタグル・イェルシン（カザフ語: Ерсін Балтағұл）。身長195.0cm、体重180.0kg。最高位は西前頭3枚目（2025年7月場所）。

## 来歴
来日前は柔道をしていたが、ドルゴルスレン・ダグワドルジ（元横綱・朝青龍）の紹介で18歳の時に日本の日出高校（現・目黒日本大学高校）に編入学し、相撲を始めた。日本大学スポーツ科学部競技スポーツ学科に進学後は日本大学相撲部に所属した。3年次（2019年度）に学生選手権団体優勝、全日本選手権個人準優勝の実績を残す。4年次（2020年度）には学生選手権で3位になり、全日本選手権ではベスト16に入った。
大学卒業後は日大の勧めで大相撲の世界へ進むことになり、日大OBが師匠の木瀬部屋に入門した。木瀬部屋としては臥牙丸（ジョージア（旧グルジア）出身）に続く外国出身力士である。カザフスタン出身力士としては風冨山以来2人目である。入門後は研修期間を経て2021年9月場所の新弟子検査に合格。興行ビザの取得を待って同年11月場所で初土俵を踏んだ。四股名は、師匠・11代木瀬（元幕内・肥後ノ海）の故郷にある金峰山と、日大在学中に死去した元高校横綱で11代木瀬とは大学の同期だった成田晴樹に由来する。本人は四股名の由来となった金峰山を富士山ぐらいのスケールだと想像していたが、実際に足を運んで高尾山ぐらいのスケールと知ってガッカリしたという。2020年全国学生相撲選手権ベスト4のため三段目最下位（100枚目）格付出でのデビューとなり、この場所は7戦全勝で三段目優勝を果たした。
幕下に昇進した2022年1月場所は5勝2敗で勝ち越し。翌3月場所は7戦全勝で幕下優勝を飾った。翌5月場所は西幕下4枚目に番付を上げ、成績次第で十両昇進が見える地位となった。この場所では6番相撲で5勝1敗とこの時点で新十両昇進の可能性が生まれた。千秋楽の7番相撲で初めて十両の土俵に上がり、東十両5枚目の北の若と対戦。"入れ替え戦"の意味合いが強かった一番だったが突き落としで敗れ5勝2敗となり、新十両は見送られた。翌7月場所は西幕下筆頭の地位で6連勝、7番相撲で吉井に敗れ優勝こそ逃したものの6勝1敗の好成績で終え、場所後の7月27日に開催された番付編成会議にて十両昇進が発表された。新十両昇進の際に「（目標は）何もないですけど、上ばかり考えて上がれなかったらアウトなので、幕内なら幕内で1つずつ考えたい」と抱負を語った。その9月場所は13日目に勝ち越しを確定させ。千秋楽に栃武蔵との新十両対決を制して10勝5敗と2桁勝利を挙げた。初めて髷を結って迎えた11月場所では千秋楽に勝ち越した。2023年1月場所では東十両5枚目の地位で11勝4敗の成績を挙げ、場所後の新入幕が濃厚となった。3月場所で新入幕、東前頭14枚目に昇進、カザフスタン出身初の幕内力士となった。日本国外出身としては2022年9月場所の水戸龍（モンゴル）以来52人目で、日本大学出身としては同じく水戸龍以来40人目、木瀬部屋としては2019年5月場所の志摩ノ海以来の新入幕となる。新入幕会見では「できれば1、2場所ぐらいは早く上がりたいなと思っていた」と語り、師匠の木瀬も「突っ張りを磨けば9割は勝てますから。三役ぐらいまでは突っ張っていってほしいですね。勝ちにこだわらず、小手先で取らない相撲をしてほしい」と願った。本人は「関取を目指して、また若い衆が来てほしいです」と期待していた。この場所は11勝4敗で自身初の三賞である敢闘賞を受賞。翌5月場所の番付は東前頭5枚目と9枚上昇し、この場所の関取（十両以上）の中では最大の上昇幅となった。
西前頭8枚目の地位に在位した2024年7月場所から2場所連続で4勝11敗と負け越したことにより、11月場所では10場所連続で務めた幕内から陥落したが、その場所では12勝3敗の好成績を挙げて十両優勝を果たし、再入幕を確実とした。十両優勝については「そこまで…」と喜びも控えめだったが、「優勝できたのは、負けた後に切り替えられたから」、そして再び幕内に戻る来場所に向けて「楽しみ」と語った。
西前頭14枚目で迎えた2025年1月場所では、初日から連勝街道を走り9連勝、10日目に阿炎に変化されたことで土がついたが、そこからは豊昇龍に敗れただけで12勝2敗として、優勝戦線のトップで千秋楽に挑んだ。千秋楽では本割で王鵬に敗れ、決定戦でも豊昇龍に敗れて優勝はならなかったが、敢闘賞を受賞した。

## 取り口
基本的には長いリーチを生かしたもろ手突きからの突き押し相撲を得意としているが、四つに組み止める相撲もある。
2025年1月場所中のデイリースポ―ツの記事では、武蔵川親方（元横綱・武蔵丸）から手も足もよく出る迷いのない突き押しを評価された。

## 人物
大砂嵐に次ぐ史上2人目のムスリムの幕内力士である。ムスリムなので戒律に従って豚肉は食べず酒は飲まず、部屋のちゃんこも彼に配慮してハラール食となっている。好物は刺身・寿司（特にサーモン）。

## 主な成績
2025年7月場所終了現在

### スピード記録
- 三段目付出デビューから新入幕までの所要場所数：8場所（歴代2位）

### 通算成績
- 通算成績：171勝132敗2休（23場所）
- 幕内成績：100勝108敗2休（14場所）

### 各段優勝
- 十両優勝：1回（2024年11月場所）
- 幕下優勝：1回（2022年3月場所）
- 三段目優勝：1回（2021年11月場所）

### 三賞・金星
- 三賞：2回
  - 敢闘賞：2回（2023年3月場所、2025年1月場所）

### 場所別成績
| | 一月場所 初場所（東京） | 三月場所 春場所（大阪） | 五月場所 夏場所（東京） | 七月場所 名古屋場所（愛知） | 九月場所 秋場所（東京） | 十一月場所 九州場所（福岡） |
| --- | ----------------------- | ----------------------- | ----------------------- | --------------------------- | ----------------------- | --------------------------- |
| 2021年 （令和3年） | x                       | x                       | x                       | x                           | x                       | 三段目付出100枚目 優勝 7–0  |
| 2022年 （令和4年） | 西幕下59枚目 5–2        | 西幕下34枚目 優勝 7–0   | 西幕下4枚目 5–2         | 西幕下筆頭 6–1              | 西十両12枚目 10–5       | 西十両7枚目 8–7             |
| 2023年 （令和5年） | 東十両5枚目 11–4        | 東前頭14枚目 11–4 敢    | 東前頭5枚目 4–11        | 東前頭10枚目 7–8            | 東前頭10枚目 9–6        | 西前頭7枚目 8–7             |
| 2024年 （令和6年） | 東前頭6枚目 7–8         | 東前頭7枚目 6–7–2       | 西前頭10枚目 8–7        | 西前頭8枚目 4–11            | 西前頭12枚目 4–11       | 西十両筆頭 優勝 12–3        |
| 2025年 （令和7年） | 西前頭14枚目 12–3 敢    | 西前頭5枚目 6–9         | 西前頭8枚目 10–5        | 西前頭3枚目 4–11            | x                       | x                           |
| 各欄の数字は、「勝ち-負け-休場」を示す。 優勝 引退 休場 十両 幕下 三賞：敢=敢闘賞、殊=殊勲賞、技=技能賞 その他：★=金星 番付階級：幕内 - 十両 - 幕下 - 三段目 - 序二段 - 序ノ口 幕内序列：横綱 - 大関 - 関脇 - 小結 - 前頭（「#数字」は各位内の序列） |                         |                         |                         |                             |                         |                             |

## 合い口
2025年7月場所終了現在
（以下は最高位が横綱・大関の現役力士）
- 横綱・豊昇龍には1敗。他に優勝決定戦で1敗がある。豊昇龍の横綱昇進後は対戦なし。
- 横綱・大の里には1勝2敗（不戦敗1を含む）。大の里の大関在位中は1勝、横綱昇進後は1敗。
- 大関・琴櫻には2勝2敗。琴櫻の大関昇進後は2勝。
- 元大関・髙安には2勝2敗。
- 元大関・正代には4勝3敗。
- 元大関・御嶽海には4勝2敗。
- 元大関・朝乃山には1敗。
- 元大関・霧島には2勝2敗。霧島の大関在位中は1勝。

（以下は最高位が横綱・大関の引退力士）
- 元横綱・照ノ富士には2敗
- 元大関・貴景勝には1勝。

### 幕内対戦成績
| 力士名   | 勝数 | 負数 | 力士名 | 勝数 | 負数 | 力士名   | 勝数 | 負数 | 力士名   | 勝数 | 負数 |
| -------- | ---- | ---- | ------ | ---- | ---- | -------- | ---- | ---- | -------- | ---- | ---- |
| 碧山     | 0    | 1    | 安青錦 | 1    | 1    | 朝乃山   | 0    | 1    | 熱海富士 | 2    | 3    |
| 阿炎     | 1    | 1    | 一山本 | 2    | 2    | 遠藤     | 4    | 2    | 欧勝馬   | 1    | 4    |
| 阿武剋   | 0    | 3    | 阿武咲 | 1    | 2    | 王鵬     | 1    | 4    | 大の里   | 1    | 2(1) |
| 輝       | 3    | 0    | 嘉陽   | 1    | 0    | 北の若   | 2    | 1    | 霧島     | 2    | 2    |
| 豪ノ山   | 1    | 1    | 琴恵光 | 2    | 2    | 琴櫻     | 2    | 2    | 琴勝峰   | 2    | 3    |
| 佐田の海 | 4    | 4    | 獅司   | 1    | 0    | 正代     | 4    | 3    | 湘南乃海 | 7    | 2    |
| 白熊     | 1    | 0    | 大栄翔 | 0    | 1    | 大翔鵬   | 0    | 2    | 貴景勝   | 1    | 0    |
| 隆の勝   | 4    | 2    | 髙安   | 2    | 2    | 宝富士   | 6    | 0    | 尊富士   | 1    | 1    |
| 玉正鳳   | 1    | 0    | 玉鷲   | 6    | 4    | 千代翔馬 | 2    | 3    | 剣翔     | 2    | 3    |
| 照ノ富士 | 0    | 2    | 時疾風 | 1    | 0    | 翔猿     | 1    | 2    | 錦木     | 2    | 5    |
| 錦富士   | 3    | 3    | 伯桜鵬 | 2    | 0    | 平戸海   | 3    | 2    | 武将山   | 1    | 1    |
| 豊昇龍   | 0    | 1*   | 北青鵬 | 1    | 2    | 北勝富士 | 1    | 4    | 御嶽海   | 4    | 2    |
| 水戸龍   | 1    | 0    | 翠富士 | 5    | 2    | 妙義龍   | 3    | 1    | 明生     | 0    | 5    |
| 竜電     | 0    | 5    | 狼雅   | 0    | 3    | 若隆景   | 0    | 2    | 若元春   | 0    | 1    |

- 他に優勝決定戦で豊昇龍に1敗がある。

## 改名歴
- 金峰山 晴樹（きんぼうざん はるき）2021年11月場所 -